# Mizarai
Mizarai – krater uderzeniowy na Litwie, położony w rejonie druskienickim. Krater nie jest widoczny na powierzchni.
Wiek krateru został oceniony na około 500 milionów lat, czyli powstał on w kambrze. Został utworzony przez uderzenie niewielkiej planetoidy, która trafiła w skały krystaliczne. Został on później pogrzebany pod osadami.